# Mladost (Sofia)
 (mars 2024).
Si vous disposez d'ouvrages ou d'articles de référence ou si vous connaissez des sites web de qualité traitant du thème abordé ici, merci de compléter l'article en donnant les références utiles à sa vérifiabilité et en les liant à la section « Notes et références ».
Pour les articles homonymes, voir Mladost.
Mladost est un quartier et un arrondissement de la ville de Sofia, capitale de la Bulgarie. Il est situé dans la partie sud-est de la ville.

## Géographie et organisation
L'arrondissement de Mladost est situé dans la partie sud-est de Sofia, dont elle représente environ 10% de la superficie.
L'arrondissement Mladost constitue l'un des 24 arrondissement de la municipalité de Sofia. Il comprend les quartiers Mladost 1, Mladost 1А, Mladost 2, Mladost 3, Mladost 4, Goroubliané, Polygona, Expérimentalen et la zone industrielle et scientifique Iztok.

## Édifices et monuments
- UMBAL Sainte-Anne